# بيل الأول. فوستر
بيل الأول. فوستر هو سياسي أمريكي، ولد في 23 ديسمبر 1946. نشط حزبياً في الحزب الجمهوري. وقد انتخب عضو مجلس ولاية ميزوري ‏.